# Divij Sharan
Divij Sharan (Delhi, India; 2 de marzo de 1986) es un tenista profesional.

## Carrera
Habla Inglés y el hindi. Comenzó a jugar tenis a los siete años en una academia de tenis de la escuela. Su padre, Madhan, es un ejecutivo de compañía; su madre, Anju, es ama de casa. Sus superficies favoritas son la hierba y las pistas duras. Considera a la volea como su mejor golpe. Su torneo favorito es Wimbledon. Sus ídolos de su niñez fueron Roger Federer, Mahesh Bhupathi y Leander Paes.
Su ranking individual más alto logrado en el ranking mundial ATP, fue el nº 438 el 30 de julio de 2007. Mientras que en dobles alcanzó el puesto nº 41 el 16 de abril de 2018.
Hasta el momento ha obtenido 1 título de la categoría ATP World Tour y 6 de la categoría ATP Challenger Series, todos ellos en modalidad de dobles.

### Copa Davis
Desde el año 2012 fue participante del Equipo de Copa Davis de India. Tiene en esta competición un récord total de partidos ganados/perdidos de 1/0 (0/0 en individuales y 1/0 en dobles).

### 2013
Junto a su compatriota Purav Raja se presentan en el primer torneo de Bogotá que se disputó con categoría ATP World Tour 250, y obtuvieron el título derrotando en la final al francés Édouard Roger-Vasselin y al neerlandés Igor Sijsling por 7-6(4),7-6(3).

### 2014
No pudo defender su título de la pasada temporada, alcanzando las semifinales del Torneo de Bogotá 2014 junto al canadiense Adil Shamasdin como compañero, perdieron ante la pareja australiana Samuel Groth-Chris Guccione 19-17 en el tie break.

## Títulos ATP (5; 0+5)

### Dobles (5)
| Leyenda                         |
| Grand Slam (0)                  |
| ATP Wourld Tour Finals (0)      |
| ATP Masters 1000 World Tour (0) |
| ATP World Tour 500 series (0)   |
| ATP World Tour 250 series (5)   |

| N.º | Fecha                    | Torneo          | Superficie | Pareja        | Oponentes en la final                | Resultado        |
| --- | ------------------------ | --------------- | ---------- | ------------- | ------------------------------------ | ---------------- |
| 1.  | 20 de julio de 2013      | Bogotá          | Dura       | Purav Raja    | Édouard Roger-Vasselin Igor Sijsling | 7-6(4), 7-6(3)   |
| 2.  | 13 de agosto de 2016     | Los Cabos       | Dura       | Purav Raja    | Jonathan Erlich Ken Skupski          | 7-6(4), 7-6(3)   |
| 3.  | 22 de octubre de 2017    | Amberes         | Dura (i)   | Scott Lipsky  | Santiago González Julio Peralta      | 6-4, 2-6, [10-5] |
| 4.  | 5 de enero de 2019       | Pune            | Dura       | Rohan Bopanna | Luke Bambridge Jonny O'Mara          | 6-3, 6-4         |
| 5.  | 22 de septiembre de 2019 | San Petersburgo | Dura (i)   | Igor Zelenay  | Matteo Berrettini Simone Bolelli     | 6-3, 3-6, [10-8] |

#### Finalista (2)
| N.º | Fecha              | Torneo  | Superficie    | Pareja            | Oponentes en la final               | Resultado |
| --- | ------------------ | ------- | ------------- | ----------------- | ----------------------------------- | --------- |
| 1.  | 8 de enero de 2017 | Chennai | Dura          | Purav Raja        | Rohan Bopanna Jeevan Nedunchezhiyan | 3-6, 4-6  |
| 2.  | 5 de mayo de 2019  | Múnich  | Tierra batida | Marcelo Demoliner | Frederik Nielsen Tim Puetz          | 4-6, 2-6  |

## ATP Challenger Tour
| No. | Fecha      | Torneo                  | Superficie | Pareja         | Rivales en la final              | Resultado            |
| 1.  | 18.09.2011 | Challenger de Ningbo    | Dura       | Karan Rastogi  | Jan Hernych Jürgen Zopp          | 3–6, 7–6(3), [13–11] |
| 2.  | 13.05.2012 | Challenger de Busan     | Dura       | Yuki Bhambri   | Hsieh Cheng-peng Lee Hsin-han    | 1–6, 6–1, [10–5]     |
| 3.  | 02.09.2012 | Challenger de Bangkok   | Dura       | Vishnu Vardhan | Lee Hsin-han Peng Hsien-yin      | 6–3, 6–4             |
| 4.  | 10.03.2013 | Challenger de Kyoto (1) | Dura       | Purav Raja     | Chris Guccione Matt Reid         | 6–4, 7–5             |
| 5.  | 08.03.2014 | Challenger de Kyoto (2) | Dura       | Purav Raja     | Sanchai Ratiwatana Michael Venus | 5–7, 7–63, 10–4      |
| 6.  | 07.09.2014 | Challenger de Shanghái  | Dura       | Yuki Bhambri   | Somdev Devvarman Sanam Singh     | 7–62, 6–74, 10–8     |